# Collar de las estrellas

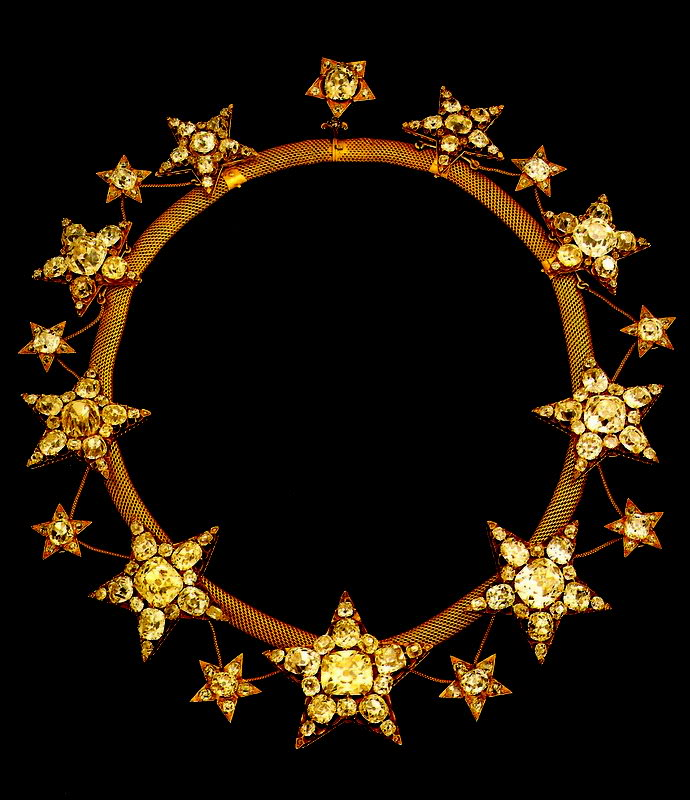
El Collar de las Estrellas.

El Collar de las Estrellas (portugués: Colar das Estrelas) es un collar de diamantes originalmente hecho para la Reina Consorte María Pía de Saboya. Es una pieza de las Joyas de la Corona Portuguesa.

## Historia
El Collar de las Estrellas se fabricó en 1865 para la mujer del rey Luis I de Portugal, María Pía de Saboya, quien amaba las joyas y la moda. El collar fue fabricado en el taller del Joyero Real portugués en Lisboa, Portugal. El collar es una de las piezas de un conjunto entero de joyas que encargó por María Pía, el conjunto incluía la famosa Diadema de las Estrellas, que complementaba al collar.

## Detalles
Está decorada con oro y diamantes incoloros y rosas.